# Спургитис
Спургитис (грч. Σπουργίτης) је насељено место у општини Кукуш у периферији Средишња Македонија, Грчка. Према попису из 2021. године било је 46 становника.
Према бугарском географу и историчару, Василу Канчову, у Спургитису је 1900. године живело 66 Турака. Године 1924. турско становништво је принудно исељено у Турску а на њихово место су насељене грчке избегличке породице. На попису из 1928. године Спургитис је имао 86 становника. Село се раније звало Срчали.